# Charles Blondin
Charles Blondin, pseudonimo di Jean François Gravelet (Hesdin, 28 febbraio 1824 – Londra, 19 febbraio 1897), è stato un circense, funambolo e acrobata francese.

## Biografia

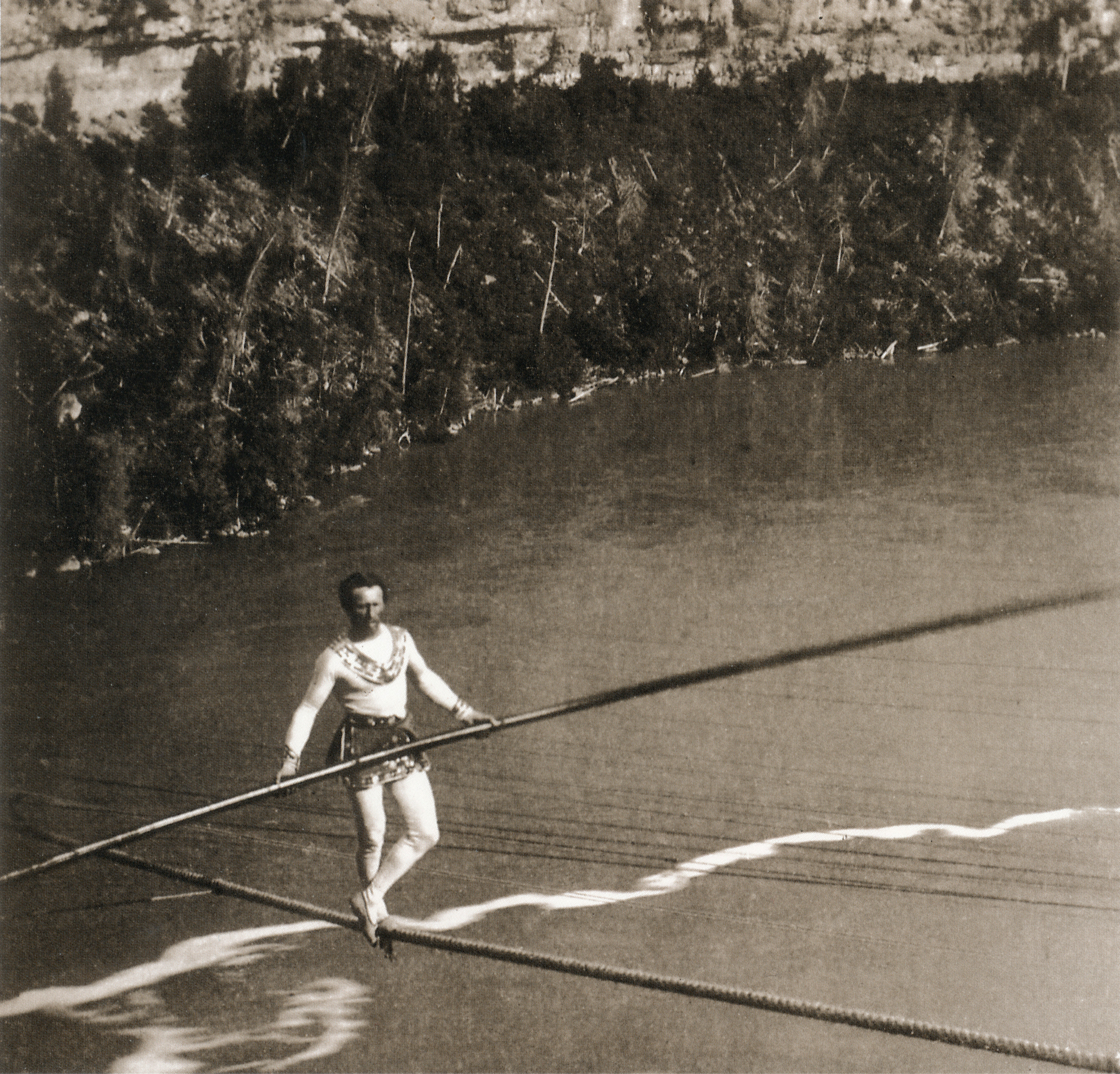
Charles Blondin attraversa le cascate del Niagara (1859) in una celebre foto di William England, 1859

Charles Blondin nacque a Hesdin il 28 febbraio 1824, in una famiglia di funamboli, che gli insegnarono il loro lavoro; ereditò la loro compagnia e tenne spettacoli in tutta la Francia. Si sposò il 6 agosto 1846 a Tarascona con Marie Rosalie Blanchery, nata il 28 giugno 1824 a Tolosa, dalla quale ebbe tre figli: Aimé Leopoldo, nato il 3 giugno 1846 a Vauvert (Gard), Aimé Jean Baptiste, nato il 1º novembre 1848 a Vienna ed Emelie, nata 26 il settembre 1849 a Nevers (Nièvre).
Fu un acrobata e un funambolo francese famoso per le sue camminate sopra alle cascate, su un filo teso fra le due rive, impresa realizzata numerose volte.
Per la prima volta nel 1859 camminò sulle cascate del Niagara,risultando il primo uomo in assoluto a farlo, sopra un cavo metallico lungo quattrocento metri e ad un'altezza di sessanta metri sopra le acque, impiegando diciotto minuti; e in seguito propose varianti peculiari e originali all'attraversata: una volta si fece bendare, un'altra si rinchiuse in un sacco, oppure rese più difficoltoso l'impegno spingendo una carriola, o camminando sui trampoli, o addirittura, nel 1860, portando in spalla una seconda persona (il suo manager), sulla schiena, e fermandosi a metà strada per cuocere e mangiare un'omelette,stappando una bottiglia di champagne e brindando alla folla, riuscendo perfino a fotografare, a metà traversata, la gente che lo guardava sorvolare le rapide del Niagara.
Furono celebri anche le camminate, le traversate del Tamigi e della Senna, ad altezze impressionanti.
Intorno agli anni settanta, si esibì con il suo spettacolo a Roma, attraversando il Tevere, su una corda posta a venticinque metri di altezza, tra la Casa degli Specchi e un albero.
Si esibì anche su un cavo teso tra gli alberi di un piroscafo navigante nell'oceano in tempesta.
Blondin assieme a James Hardy si dimostrò il più importante funambolo del suo periodo, e tra i suoi eredi si può menzionare l'italiano Pio Brovelli.
Blondin si esibì un po' in tutto il mondo: Inghilterra, Spagna, Portogallo, Belgio, Germania, Austria, Italia, Francia, Russia, India, Australia, Nuova Zelanda, Stati Uniti d'America, Cile, Argentina, Uruguay, Brasile.
Negli ultimi decenni del XIX secolo si diffusero in tutto il mondo le imprese dei funamboli, che suscitarono entusiasmi e anche qualche critica, come quella dell'Album universel del 1º luglio 1905: «È (…) un fenomeno psicologico tra i più curiosi questo bisogno della folla d'assistere a spettacoli dove, con il pretesto di divertirla, un uomo si espone volontariamente a un grave pericolo. C'è da credere che, con il progresso della nostra civiltà, gli "spettacoli di morte" siano divenuti un bisogno, così come costituiscono una nuova arte non priva di piacere, per via delle forti sensazioni che suscitano. Questo secolo ha creato (…) le corse d'automobile su terra e su mare (…), tutti questi sport pericolosi dove la morte è associata all'eroe dell'avventura e percorre la strada insieme a lui».
Da Charles Blondin prende il nome un particolare tipo di teleferica: il blondin.